# Чеголи
Чеголи — деревня в Дзержинском сельском поселении Лужского района Ленинградской области.

## История
Деревня Чеголь, состоящая из 22 крестьянских дворов, упоминается на карте Санкт-Петербургской губернии Ф. Ф. Шуберта 1834 года.

ЧЕГОЛИ — деревня принадлежит: фрейлине маркизе Де-Траверсе, число жителей по ревизии: 67 м. п., 70 ж. п.

коллежскому советнику Николаю Зиновьеву, число жителей по ревизии: 10 м. п., 10 ж. п.

коллежской асессорше Варваре Охотницкой, число жителей по ревизии: 6 м. п., 5 ж. п. (1838 год)

Как деревня Чеголь из 22 дворов она отмечена на карте профессора С. С. Куторги 1852 года.

ЧЕГОЛИ — деревня господина Де-Траверсе, по просёлочной дороге, число дворов — 22, число душ — 59 м. п. (1856 год)

Согласно X-ой ревизии 1857 года деревня состояла из двух частей:

1-я часть: число жителей — 51 м. п., 59 ж. п.
  
2-я часть: число жителей — 10 м. п., 18 ж. п.

ЧАГОЛИ (ЧЕГОЛЬ) — деревня владельческая при реке Луге, число дворов — 19, число жителей: 61 м. п., 81 ж. п.; Часовня православная. (1862 год)

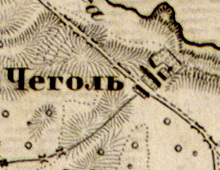
Деревня Чеголи на карте 1863 года

Согласно карте из «Исторического атласа Санкт-Петербургской Губернии» 1863 года деревня называлась Чеголь.
В 1869—1870 годах временнообязанные крестьяне деревни выкупили свои земельные наделы у М. А. де Траверсе и стали собственниками земли.
В 1871 году временнообязанные крестьяне выкупили свои земельные наделы у А. П. Зиновьева.
Согласно подворной описи Ропотского общества Кологородской волости 1882 года, деревня называлась Чеголь и состояла из двух частей:
 
1) бывшее имение Траверсе, домов — 44, душевых наделов — 51, семей — 25, число жителей — 75 м. п., 75 ж. п.; разряд крестьян — собственники.
  
2) бывшее имение Зиновьева, домов — 10, душевых наделов — 10, семей — 5, число жителей — 13 м. п., 16 ж. п.; разряд крестьян — собственники.
В XIX веке деревня административно относилась к Кологородской волости 2-го земского участка 1-го стана Лужского уезда Санкт-Петербургской губернии, начале XX века — 2-го стана.
По данным «Памятной книжки Санкт-Петербургской губернии» за 1905 год деревня Чеголи входила в состав Чегольского сельского общества.
С 1917 по 1923 год деревня находилась в составе Чегольского сельсовета Кологородской волости Лужского уезда.
С февраля 1923 года, в составе Боровского сельсовета.
С февраля 1924 года, в составе Естомического сельсовета.

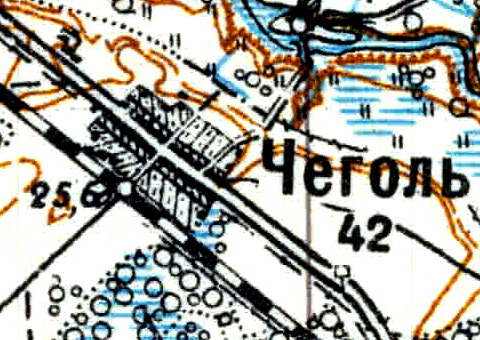
Деревня Чеголи на карте 1926 года

Согласно топографической карте 1926 года деревня называлась Чеголь и насчитывала 42 двора.
По данным 1933 года деревня Чеголи входила в состав Естомического сельсовета Лужского района.
C 1 августа 1941 года по 31 января 1944 года деревня находилась в оккупации.
В 1958 году население деревни составляло 145 человек.
По данным 1966 года деревня Чеголи также входила в состав Естомического сельсовета.
По данным 1973 и 1990 годов деревня Чеголи входила в состав Дзержинского сельсовета.
По данным 1997 года в деревне Чеголи Дзержинской волости проживали 96 человек, в 2002 году — 103 человека (русские — 99 %).
В 2007 году в деревне Чеголи Дзержинского СП проживали 95 человек.

## География
Деревня расположена в юго-восточной части района на автодороге 41К-142 (Луга — Медведь).
Расстояние до административного центра поселения — 7 км.
К югу от деревни проходит железнодорожная линия Луга I — Новгород-на-Волхове. Расстояние до ближайшей железнодорожной станции Луга — 12 км.
Деревня находится на левом берегу Луга.

## Демография
| 1838 | 1862 | 1958 | 1997 | 2007 | 2010 | 2017 |
| ---- | ---- | ---- | ---- | ---- | ---- | ---- |
| 168  | ↘142 | ↗145 | ↘96  | ↘95  | ↗104 | ↘92  |

## Улицы
Центральная.